# Volta a Bolívia
La Volta a Bolívia (en castellà: Vuelta a Bolivia) és una cursa ciclista per etapes que es disputa a Bolívia. La primera edició es disputà el 2008. Des del primer any ha format part de l'UCI Amèrica Tour, amb una categoria 2.2.
La cursa fou creada per substituir la Doble Copacabana Grand Prix Fides.

## Palmarès
| Any  | Vencedor                  | Segon             | Tercer        |
| ---- | ------------------------- | ----------------- | ------------- |
| 2008 | Fernando Camargo          | Óscar Soliz       | Álvaro Sierra |
| 2009 | Gregorio Ladino           | Óscar Soliz       | Juan Cotumba  |
| 2010 | Óscar Soliz               | Carlos Galviz     | Byron Guamá   |
| 2011 | Juan Cotumba              | Segundo Navarrete | Maky Roman    |
| 2012 | Maky Roman                | Mauricio Ardila   | Gilber Zurita |
| 2013 | Salvador Moreno Hernández | Óscar Soliz       | John Martínez |